# Лейла
Лейла Йонг (род. 25 юни 1977 г.) е английска танцьорка, модел и бивша WWE дива и мениджър. Тя е последната носителка на оригиналната титла на WWE при жените и бивша шампионка на дивите.

## В кеча
Финишъри (завършващи движения)
- Bombshell
- The Facelift
- The Layout
- Spinning roundhouse kick

Сигначърс (често използвани движения)
- Infinity
- LOL – Lots of Layla
- Snapmare
- Spinning facebuster
- Wrenching head scissors

Мениджър(и)
- Мишел МъкКуул
- Вики Гереро
- Съмър Рей

Управлявал кечисти
- Кейтлин
- Миз
- Джейми Нобъл
- Уилям Ригал
- Мишел МъкКуул
- Кавал
- Фанданго
- Съмър Рей

Интро песни
- "Not Enough for Me" на Джим Джонстън
- "Insatiable" на Джим Джонстън
- "ChaChaLaLa" на Джим Джонстън

### Титли и постижения
- Шампионка на дивите на WWE (1 път)
- Шампионка при жените на WWE (1 път, последен носител)
- най-търсената дива (2006)
- Носител на награда Слами за най-комичен момент на годината (2010) – Заедно с Мишел МъкКуул – ЛейКуул губи мач срещу Мей Йонг